# Mitsuo Tsukahara
Mitsuo Tsukahara (jap. 塚原光男 Tsukahara Mitsuo;  ur. 22 grudnia 1947 w Tokio) – japoński gimnastyk. Wielokrotny medalista olimpijski.
Na igrzyskach debiutował w Meksyku w 1968, ostatni raz wystąpił w Montrealu 8 lat później. Za każdym razem, podczas trzech startów, zdobywał medale (łącznie dziewięć). Japończycy w tamtym okresie zdominowali gimnastykę sportową, a Tsukahara był mocnym ogniwem drużyny.
Jego imieniem nazwana jest jedna z ewolucji wykonywanych w skoku przez konia – Japończyk jako pierwszy wykonał ją w 1972.

## Starty olimpijskie
Meksyk 1968
- drużyna – złoto

Monachium 1972
- drużyna, drążek – złoto
- kółka – brąz

Montreal 1976
- drużyna, drążek – złoto
- skok – srebro
- wielobój, poręcze – brąz